# باکس کانیون (تگزاس)
باکس کانیون (به انگلیسی: Box Canyon) یک منطقهٔ مسکونی در ایالات متحده آمریکا است که در شهرستان وال ورده، تگزاس واقع شده‌است. باکس کانیون ۳٫۷ کیلومتر مربع مساحت و ۳۴ نفر جمعیت دارد.